# KTM 1290 슈퍼 듀크 R
KTM 1290 슈퍼 듀크 R(바이에른어: KTM 1290 Super Duke R)은 오스트리아의 KTM에서 2013년부터 생산 중인 1301cc 75° V-트윈 엔진 모터사이클이다.

## 디자인
2014년~2016년형 모델의 서스펜션은 너무 부드러운 것으로 간주되었지만 2017년형은 더 단단한 스프링으로 이 문제를 해결했다.2016년형은 압축비가 13.2:1이었고 2017년형은 압축비가 13.6:1로 높아졌으며크루즈 컨트롤이 기본 장착되며 이전 모델의 코너링 ABS, 퀵시프터, 라이딩 모드 등과 함께 린 앵글 센시티브 트랙션 컨트롤, 라이드 바이 와이어, 옵션 트랙 모드 등의 전자 장치를 업그레이드했다.

## 성능
2014년형의 경우 가속도는 2.6초에 0~60mph, 7.2초에 0~124mph, ABS가 있는 경우 60~0mph에서 99.1피트, ABS가 없는 경우 60~0mph에서 138.5피트의 제동 거리를 가졌다.또한 최대 180마력과 106lb-ft의 토크를 생성한다.
2017년 모델 업데이트를 위해 엔진과 스로틀 반응이 더 부드러워졌고 이제 177마력을 생산한다.

## 라이벌
경쟁 모델로는 스즈키 B-킹, EBR 1190SX, BMW S1000R, 트라이엄프 스피드 트리플 R, 야마하 MT-10, 두카티 몬스터 1200S/R, 두카티 스트리트파이터 S 및 아프릴리아 Tuono와 경쟁 구도를 이룬다.

## 비디오 게임에서의 등장
- 아스팔트 8: 에어본

## 같이 보기
- 엔진 유형별 모터사이클 목록
- BMW S1000R
- 아프릴리아 Tuono